# Punta del Bassiol
La Punta del Bassiol és una muntanya de 1.164 metres que es troba al municipi d'Alfara de Carles, a la comarca catalana del Baix Ebre.